# San Vitores (Valdeprado del Río)
San Vitores es una localidad del municipio de Valdeprado del Río (Cantabria, España).  La localidad se encuentra a 980 metros de altitud sobre el nivel del mar, y a 4 kilómetros de la capital municipal, Arroyal. En el año 2024 contaba con una población de 11 habitantes (INE).

## Paisaje y naturaleza
San Vitores se sitúa en un brazo elevado del terreno en el centro del valle de Valdeprado. Desde aquí se tiene una magnífica panorámica sobre la sucesión de lomas que hay hacia Los Carabeos y Valdeolea y, en especial, del valioso hayedo de Costumbría en la falda norte de la Peña Castillo. Recomendamos el pórtico de la iglesia como excepcional morador desde el que contemplar este atractivo paisaje.

## Patrimonio histórico
La iglesia Parroquial se comparte entre los pueblos de San Vitores y de Sotillo. Es notable edificio de sillería que consta de dos naves, pórtico, torre a los pies y una pequeña capilla en el lado norte. Atendiendo a su fábrica, nos encontramos con dos etapas en su construcción. La primera se corresponde con la nave norte. Aquí el estilo acusa rasgos del gótico final que arraigó en la zona en el siglo XVI, como se aprecia en los contrafuertes radiales, y escalonados de la cabecera o en los remates de la cornisa de los dos tramos de nave: de gola en el primero y de canecillos de cuarto bocel en el segundo. La segunda etapa es datable en el siglo XVII, cuando se agrega la nave sur y la torre a los pies, en la tendencia sobria y desornamentada de la arquitectura barroca posescurialense. En el interior buenas bóvedas y retablo barroco del XVIII rematando la nave primitiva.